# Anna
Annaⓘ, Hannaⓘ (hebr. ‏חַנָּה‎ hannāh – „łaska”) – imię żeńskie pochodzenia hebrajskiego, które tłumaczy się jako „pełna wdzięku, łaski”.

## W Polsce
W Polsce imię Anna notowane jest od 1229 roku, zaś w formie Hanna – od 1311 roku, ze staropolskimi zdrobnieniami: Annusza, Hannula, Hannusza, Anica, Anka, Anuchna, Anula, Anulka, Anusza, Hanc(z)ka, Hania, Haniła(?), Hanka, Hanszka, Hanuchna, Hanula, Hanulka, Hanusza, Hanuszka, Hańka, Janka, Nuchna, Nutka. Nagłosowe h- można wyjaśnić jako przydech przed samogłoską znajdującą się na początku imienia lub jako wyraz wpływów niemieckich. Forma Hanna, jakkolwiek stała się imieniem nadawanym samodzielnie, w dalszym ciągu wraz z pochodnymi formami – również w czasach współczesnych – występuje jako spieszczenie imienia Anna. Inne formy pochodne: Anita, Aneta, Anika.
Anna jest najpopularniejszym imieniem w Polsce. Według stanu na 22 stycznia 2025 roku imię to nosi 1 068 330 kobiet w Polsce, czyli 5,49% żeńskiej populacji kraju (ponad {\displaystyle {\tfrac {1}{20}}}). Jest ono około 55,7% częstsze niż drugie co do popularności imię w Polsce – Piotr (686 017 mężczyzn). Ponadto Hanna w całej populacji Polek zajmuje 28. miejsce (227 676 kobiet).
Wśród imion nadanych nowo narodzonym dzieciom w 2017 roku Anna zajęła 19., a Hanna 6. miejsce wśród imion żeńskich.
Anna i Hanna imieniny obchodzą:
- 10 stycznia, jako wspomnienie bł. Anny od Aniołów Monteagudo[8]
- 27 lutego, jako wspomnienie Anny Line
- 7 czerwca, jako wspomnienie Anny od św. Bartłomieja
- 9 czerwca, jako wspomnienie bł. Anny Marii Taigi
- 23 czerwca, jako wspomnienie Anny, księżnej śląskiej
- 15 lipca, jako wspomnienie bł. Anny Marii Javouhey
- 26 lipca, jako wspomnienie św. Anny, matki Maryi
- 1 września, jako wspomnienie św. Anny, prorokini[5]

W niektórych kalendarzach możemy spotkać się także z datami takimi jak 5 stycznia, 12 stycznia oraz 18 października.

## Odpowiedniki w innych językach
- łacina – Anna
- język angielski – Ann, Anne, Anna, Annie, Hannah, Nancy (zdr.)
- esperanto – Anna[9]
- język francuski – Anne
- język hiszpański – Ana
- język litewski – Ona
- język niemiecki – Anna, Anne, Anja
- język włoski – Anna
- język rosyjski – Анна, Аня, Анюта, Аннет, Аннушка
- język ukraiński – Анна, Аня, Ганна, Ханна
- język węgierski – Anikó
- Język tajski – แอนนา
- język chiński – 安娜
- język japoński – アンナ
- język koreański – 안네
- język ormiański – Աննա

## Osoby o imieniu Anna

### Święte i błogosławione
- święta Anna – matka Maryi
- Anna – prorokini, występuje w Martyrologium Rzymskim (1 września) oraz w greckich menologiach (28 sierpnia)
- Anna – postać biblijna, matka Samuela
- Anna, księżna ruska – wspominana 3 listopada
- Anna Kim Chang-gŭm – męczennica koreańska, kanonizowana w 1984 roku
- Anna Pak A-gi – męczennica koreańska, kanonizowana w 1984 roku
- Anna Line – Angielka, kanonizowana w 1970 roku
- Anna od św. Bartłomieja – hiszpańska karmelitka, beatyfikowana w 1917 roku
- Anna od Aniołów Monteagudo – beatyfikowana w 1985 roku
- Anna Maria Taigi – beatyfikowana w 1920 roku
- Anna Maria Javouhey – beatyfikowana w 1950 roku
- Anna Katarzyna Emmerich – beatyfikowana w 2004 roku
- Hanna Chrzanowska – pielęgniarka, beatyfikowana w 2018 roku

### Władczynie i księżniczki
- Anna Komnena (1083–1153/1154) – córka cesarza bizantyjskiego Aleksego I Komnena
- Anna Przemyślidka (1204–1265) – księżna śląska, córka Przemysła I Ottokara
- Anna czerska (ur. ok. 1270, zm. po 13 lipca 1324) – księżniczka mazowiecka (czerska), księżna raciborska z dynastii Piastów
- Anna raciborska (ok. 1296 – ok. 1340) – księżniczka raciborska, księżna opawska, żona Mikołaja II opawskiego
- Anna (przed 1285–1343) – córka Henryka V Brzuchatego, opatka klasztoru klarysek we Wrocławiu
- Anna płocka (ur. 1318/25 – 1363) – księżniczka płocka, księżna żagańska z dynastii Piastów
- Anna cieszyńska (ok. 1324–1367) – księżniczka cieszyńska, księżna legnicka
- Anna świdnicka (1339–1362) – cesarzowa, żona Karola IV Luksemburskiego
- Anna cieszyńska (zm. między 1403/1420)– księżniczka cieszyńska, księżna lubińska
- Anna głogowska (zm. 1405) – córka Henryka V Żelaznego, żona Jana I Raciborskiego, księżniczka głogowska
- Anna Danuta (ok. 1360–ok. 1424) – księżna mazowiecka, żona Janusza I
- Anna Światosławowna (zm. 1418) – żona wielkiego księcia litewskiego Witolda, księżniczka smoleńska
- Anna Czeska (1366–1394) – królewna czeska, królowa  Anglii
- Anna Kazimierzówna (1366–1425) – córka Kazimierza Wielkiego, królewna polska, hrabina Celje, księżna Teck z dynastii Piastów
- Anna (ok. 1345-1378)– żona Bolka III opolskiego
- Anna (przed 1379–1455/1456) – córka Bolka III, opatka klasztoru cystersek w Trzebnicy
- Anna Cylejska (1380/1381–1416) – królowa Polski, żona Władysława II Jagiełły
- Anna żagańska (1390/1397–1426/1433) – księżna oświęcimska, córka księcia żagańskiego Henryka VIII Wróbla
- Anna Fiodorówna (przed 1400–1458) – księżna mazowiecka, żona Bolesława Januszowica
- Anna żagańska (przed 1460–1463) – córka Baltazara I żagańskiego i jego pierwszej żony Agnieszki
- Anna Neville (1456–1485) – angielska arystokratka, królowa Anglii od 1483, żona Ryszarda III
- Anna oleśnicka (zm. po 1481) – córka Konrada V Kantnera Kąckiego, żona Włodzisława I, księżna mazowiecka
- Anna Jagiellonka (1476–1503) – księżna pomorska, żona Bogusława X
- Anna Bretońska (1477–1514) – księżna Bretanii od 1488, królowa Francji od 1491, żona Karola VIII
- Anna (zm. ok. 1515) – księżniczka opawska, opatka cysterek w Trzebnicy
- Anna de Beaujeu (1462–1522) – regentka Francji 1483–1491, żona Piotra II de Burbon
- Anna Radziwiłłówna (1476–1522) – księżna mazowiecka, żona Konrada III Rudego
- Anna pomorska (ur. 1491/1492–1550) – księżniczka pomorska, księżna brzeska
- Anna mazowiecka (ur. ok. 1498, zm. po 1557) – księżna mazowiecka z dynastii Piastów
- Anna Jagiellonka (1503–1547) – księżniczka (później królowa) czeska i węgierska, córka Władysława II Jagiellończyka, żona Ferdynanda I Habsburga
- Anna Boleyn (1507–1536) – królowa Anglii, druga żona Henryka VIII
- Anna Jagiellonka (1515–1520) – polska królewna, córka Zygmunta Starego
- Anna de Cleves (1515–1557) – czwarta żona Henryka VIII
- Anna Jagiellonka (1523–1596) – królowa Polski, żona Stefana Batorego
- Anna Habsburżanka (1573–1598) – królowa Polski i Szwecji, żona Zygmunta III Wazy
- Anna Radziwiłłówna Kiszczyna (zm. 1600) – księżna, wojewodzina witebska, działaczka reformacyjna (kalwińska i ariańska) na Litwie
- Anna Katarzyna Hohenzollern (1575–1612) – królowa Danii i Norwegii
- Anna Radziwiłłowa (1567–1617) – księżniczka kurlandzka, marszałkowa wielka litewska
- Anna Wazówna (1568–1625) – królewna szwedzka, córka Jana III Wazy
- Anna Habsburżanka (1573–1598) – królowa Polski, żona Zygmunta III Wazy
- Anna Maria Wazówna (1593–1600) – królewna polska, córka króla Zygmunta III Wazy
- Anna Austriaczka (1601–1666) – królowa Francji, żona Ludwika XIII
- Anna Katarzyna Konstancja Waza (1619–1651) – królewna polska, córka króla Zygmunta III Wazy
- Anna Maria Radziwiłł (1640–1667) – księżna, przedstawicielka linii kalwińskiej Radziwiłłów na Birżach i Dubinkach
- Anna Stuart (1665–1714) – królowa Wielkiej Brytanii i Irlandii od 1702
- Anna Iwanowna Romanowa (1693–1740) – caryca Rosji od 1730, córka cara Iwana V
- Anna Katarzyna Radziwiłłowa (1676–1746) – kanclerzyna wielka litewska
- Anna Leopoldowna (1718–1746) – regentka Rosji 1740–1741, wnuczka Iwana V, żona księcia Antoniego Ulryka
- Anna Romanowa (1757–1759) – wielka księżna ruska, naturalna córka carycy Katarzyny II i ówczesnego posła saskiego Stanisława Augusta Poniatowskiego, późniejszego króla Rzeczypospolitej
- Anna Burbon-Parmeńska (ur. 1923) – królowa Rumunii, żona króla Michała I od 1948 roku
- Anna (ur. 1950) – księżniczka angielska

### Pozostałe imienniczki

#### Pozostałe imienniczki noszące imię w formie Anna
- Anna Achmatowa – rosyjska poetka
- Anna Adamczewska – polska judoczka
- Anna Adamowicz – polska poetka
- Anja Antonowicz – polsko-niemiecka aktorka
- Anna Augustyniak – polska poetka
- Anja Althaus – niemiecka piłkarka ręczna
- Anja Andersen – duńska piłkarka ręczna
- Anna Azari – ambasador Izraela w Polsce
- Anna Bajer – polska aktorka
- Anna Bańkowska – polska polityk
- Anna Bilińska-Bohdanowiczowa – polska malarka
- Anna Bonna – polska aktorka
- Anna Brysz – polska judoczka
- Anna Brzezińska – polska pisarka
- Anna Brzezińska – polska lekkoatletka
- Anna Byczek – polska judoczka
- Anna Byczkowa – rosyjska komunistka
- Anna Chlumsky – aktorka dziecięca
- Anna Chodakowska – aktorka
- Anna Ciepielewska – polska aktorka
- Anna Cieślak – aktorka polska
- Anna Czakwetadze – rosyjska tenisistka
- Anna Czerwińska – polska alpinistka
- Anne Dacier – aktorka
- Ania Dąbrowska – polska piosenkarka
- Anna Dąbrowska – polska judoczka
- Anna Dereszowska – aktorka
- Ana Drev – słoweńska narciarka alpejska
- Anna Dymna – aktorka
- Anja Fichtel – niemiecka florecistka
- Anna Fotyga – polska polityk
- Anne Frank – żydowska dziewczynka, autorka bestsellerowego dziennika
- Anja Freese – niemiecka aktorka
- Anja Garbarek – norweska piosenkarka, aktorka i kompozytorka muzyki filmowej
- Anna German – piosenkarka
- Annie Girardot – aktorka
- Anna-Lena Grönefeld – niemiecka tenisistka
- Anna Grodzka – polska posłanka
- Anna Guzik – aktorka polska
- Anna Hollandt – niemiecka skoczkini narciarska
- Anna Haag – szwedzka narciarka alepjska
- Anne Hathaway – aktorka
- Anne Heche – aktorka
- Ana Ivanović – serbska tenisistka
- Anna Jamróz – zwyciężczyni konkursu Miss Polski 2009
- Anna Janko – poetka
- Anna Jantar – piosenkarka
- Anna Jesień – polska lekkoatletka
- Anna Jędrzejowska – dziennikarka
- Anna Maria Jopek – piosenkarka
- Anna Jurkiewicz – łyżwiarka
- Anna Jurksztowicz – piosenkarka
- Anna Kalczyńska – dziennikarka
- Anna Karczmarczyk – aktorka
- Ania Karwan – piosenkarka
- Anna Kasprzyk – polska judoczka
- Anna Komnena – aktorka
- Anna Korcz – aktorka
- Anna Koroza – polska judoczka
- Anka Kowalska – pisarka
- Anna Kózka – aktorka
- Anna Kras – polska judoczka
- Anna Królikiewicz – malarka
- Anna Kuczera – polska judoczka
- Anna Kukawska – aktorka
- Anna Kurnikowa – tenisistka
- Anne Kyllönen – fińska biegaczka narciarska
- Annie Leibovitz – fotografik
- Annie Lennox – piosenkarka
- Anna Lewandowska (Stachurska) – reprezentantka Polski w karate i specjalistka od spraw żywienia
- Anna Magnani – aktorka
- Anna Magnusson – szwedzka biathlonistka
- Anna Majcher – aktorka
- Anna Malewicz-Madey – polska mezzosopranistka
- Anabel Medina Garrigues – hiszpańska tenisistka
- Anna Mikolon – polska pianistka
- Anna Milewska – polska aktorka i poetka
- Anja Mittag – niemiecka piłkarka
- Anna Mochalska – polska poetka
- Anna Moskwa – polska polityk
- Anna Mucha – aktorka
- Anna Nehrebecka – aktorka
- Anna Nentwig – polska lekkoatletka
- Anne-Marie Nicholson – brytyjska piosenkarka
- Anna Nobel-Nobielska – charakteryzatorka filmowa
- Anna Olsson – szwedzka biegaczka narciarska
- Anja Orthodox – piosenkarka
- Anna Oziero – polska judoczka
- Anna Pakuła-Sacharczuk – posłanka
- Anna Paluch – posłanka
- Anja Pärson – szwedzka narciarka alpejska
- Anna Podczaszy – polska poetka
- Anna Podolec – siatkarka
- Anna Polony – aktorka
- Anna Popek – dziennikarka
- Anna Powierza – aktorka
- Anna Przybylska – aktorka polska
- Anna Rechnio – łyżwiarka figurowa
- Anna Rogowska – polska tyczkarka, medalistka olimpijska
- Anna Romantowska – aktorka
- Anja Rubik – modelka
- Anna Seniuk – aktorka
- Anna Shaffer – brytyjska aktorka
- Anna Starmach – polska kucharka
- Anna Nicole Smith – aktorka
- Anna Sobecka – posłanka
- Anna Socha – polska judoczka
- Anna Sochacka – polska wokalistka
- Anja Spasojević – serbska siatkarka
- Anna Odine Strøm – norweska skoczkini narciarska
- Ania Szarmach – piosenkarka
- Anna Szymańczyk – aktorka
- Anna Treter – wokalistka
- Anna Veith – austriacka narciarka alpejska
- Anna Wagner – polska montażystka filmowa
- Anna Walentynowicz – działaczka związkowa
- Anna Wasilewska – polska nefrolog
- Anna Wasilewska – polska tłumaczka
- Anna Werblińska (Barańska) – siatkarka
- Anna Maria Wesołowska – sędzia
- Anna Maria Wierzchucka – polska poetka
- Ann Winsborn – piosenkarka
- Anna Wiśniewska – piosenkarka
- Anna Wunderlich – polska scenograf filmowa
- Anna Wyszkoni – piosenkarka
- Anna Zalewska – polityk
- Anna Załęczna – polska judoczka
- Anna Zawadzka – harcerka, siostra Tadeusza Zawadzkiego.

#### Pozostałe imienniczki noszące imię w formie Hanna
- Hannah Arendt – filozofka i publicystka
- Hanna Bakuła – malarka, scenograf
- Hanna Banaszak – piosenkarka
- Hanna Barysiewicz – białoruska rekordzistka długowieczności
- Hanka Bielicka
- Hannah England – brytyjska lekkoatletka
- Hanna Erikson – szwedzka biegaczka narciarska
- Hanna Foltyn-Kubicka
- Hanna Gronkiewicz-Waltz – polityk
- Hanna Gucwińska – zootechnik
- Hanna Falk – szwedzka biegaczka narciarska
- Hanna Januszewska – pisarka, poetka
- Hanna Kolb – niemiecka biegaczka narciarska
- Hanna Krall – polska pisarka, dziennikarka
- Hanna Kulenty – polska kompozytorka
- Hanna Lis – dziennikarka telewizyjna
- Hanna Malewska – pisarka
- Hanna Mierzejewska – polityk, dziennikarka
- Hanna Mikuć – polska aktorka
- Hanna Öberg – szwedzka biathlonistka
- Hanka Ordonówna, właśc. Maria Anna Tyszkiewicz – polska aktorka i piosenkarka
- Hanna Ożogowska – polska pisarka
- Hanna Pakarinen – fińska piosenkarka
- Hanna Reitsch – niemiecka pilot samolotowy
- Hanna Rek – piosenkarka
- Hanna Segal
- Hanna Schygulla – niemiecka aktorka
- Hanna Skarżanka – aktorka
- Hanna Soła – białoruska biathlonistka
- Hanna Stankówna – aktorka
- Hanka Sawicka
- Hanna Śleszyńska (ur. 1959) – polska aktorka
- Hanna Suchocka – polityk, była premier, minister

### Postacie fikcyjne
- Anna Karenina – tytułowa bohaterka powieści Lwa Tołstoja,
- Anusia Borzobohata-Krasieńska – bohaterka Potopu Henryka Sienkiewicza,
- Anna Makowiecka z domu Wołodyjowska - bohaterka Pana Wołodyjowskiego Henryka Sienkiewicza, siostra Michała Wołodyjowskiego, opiekunka Basi Jeziorkowskiej i Krystyny Drohojowskiej
- Anula Sieciechówna – postać z Krzyżaków Henryka Sienkiewicza, służąca Jagienka ze Zgorzelic,
- Hanna Czepiersińska – bohaterka Zemsty Aleksandra Fredry
- Anna Stogowska „Biruta” – ukochana Marcina Borowicza, bohatera Syzyfowych prac Stefana Żeromskiego,
- Ania Shirley – bohaterka cyklu Ania z Zielonego Wzgórza
- Anna Andersson – bohaterka Dzieci z Bullerbyn Astrid Lindgren,
- Anna Tarasiewicz z domu Winna - bohaterka sagi Stulecie Winnych Ałbeny Grabowskiej
- Anna z Arendelle – bohaterka i księżniczka w filmie animowanym Disneya Kraina lodu
- Annie – postać z gry League of Legends
- Anna Kyohyama – jedna z głównych bohaterek anime i mangi Król szamanów
- Ana-Lucía Cortez – bohaterka serialu Zagubieni
- Anna – upadły anioł, postać z serialu Nie z tego świata[10]
- Anna Reiter-Potocka – pierwszoplanowa postać serialu Na sygnale (polski serial telewizyjny)